# 2552 Remek
2552 Remek eller 1978 SP är en asteroid i huvudbältet som upptäcktes den 24 september 1978 av den tjeckiske astronomen Antonín Mrkos vid Kleť-observatoriet i Tjeckien. Den är uppkallad efter den tjeckiske kosmonauten Vladimír Remek.